# Śrīvatsa
Lo śrīvatsa (in sanscrito श्रीवत्स, anglizzato in shrivatsa) è un antico simbolo considerato di buon auspicio nelle tradizioni religiose indiane.

## Nell'induismo
Śrīvatsa significa "amato da Śrī ", la dea Lakshmi. È un segno sul petto di Visnù dove risiede la sua consorte Lakshmi. Si dice che il decimo avatar di Visnù, Kalki, porterà il marchio śrīvatsa sul petto. È uno dei nomi di Visnù nel Viṣṇusahasranāma. Shrivatsa è un nome popolare in Andhra Pradesh, Telangana, Tamil Nadu e Karnataka.
Nel sud dell'India, nei bronzi realizzati dopo il X secolo, il simbolo śrīvatsa è mostrato come un triangolo invertito sul petto destro di Visnù e delle sue varie incarnazioni.

## Nel buddhismo

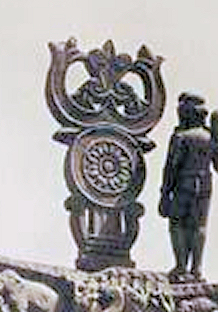
I simboli buddisti composti: śrīvatsa all'interno dei Tre Gioielli su un cakra sul cancello Torana a Sanchi. I secolo a.C.

Nel buddhismo, si dice che lo śrīvatsa sia una caratteristica della divinità tutelare (tibetano: yidam) Mañjuśrī il giovane (in sanscrito: Mañjuśrīkumārabhūta).
Nel buddhismo tibetano, lo śrīvatsa (Tib: དཔལ་བེའུ་, Wyl: dpal be'u) è raffigurato come un vortice triangolare o un nodo infinito   Nella tradizione cinese, i grani di preghiera buddisti sono spesso legati alle nappe in questa forma.
In alcuni elenchi delle 80 caratteristiche secondarie, si dice che il cuore di un Buddha sia adornato con lo śrīvatsa.

## Nel giainismo

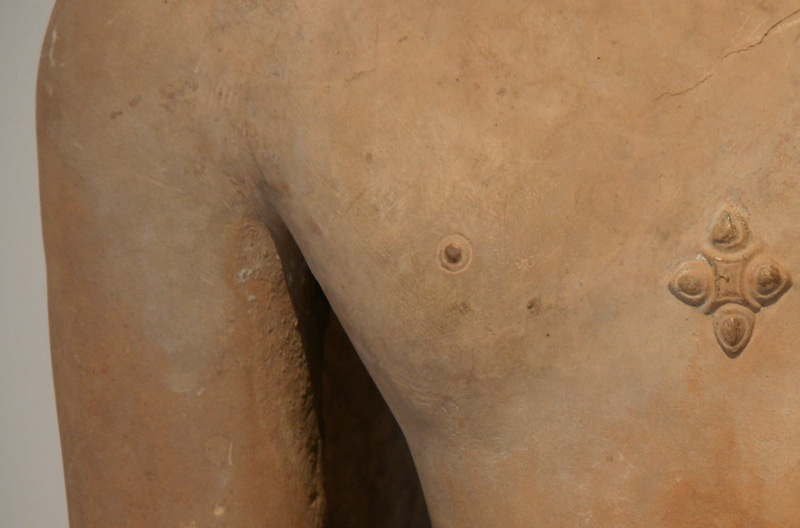
Shrivatsa come simbolo a forma di fiore sul petto di Jain Tirthankar Rishabhanatha

Nell'iconografia gianista, lo śrīvatsa segna spesso il petto dell'immagine di Tirthamkara. È uno degli Ashtamangala (otto simboli di buon auspicio) che si trovano nel giainismo. I testi canonici come Trīṣaṣṭiśalākāpuruṣacaritra e Mahāpurāṇa di Hemacandra lo menzionano come uno degli Aṣṭamaṃgala. Acharya Dinakara spiega, nella sua opera medievale, che la più alta conoscenza è emersa dal cuore di Tirthankara sotto forma di śrīvatsa, quindi sono contrassegnati come tali. Nelle sculture giainiste dell'India settentrionale dei primi secoli, è segnato al centro del petto.

## Altri usi

Bandiera dello Stato di Rakhine, che mostra lo shrivatsa

Lo śrīvatsa è il simbolo dello Stato Rakhine e del popolo Rakhine della Birmania.